# Хей, Дэвид (футболист)
Дэ́вид Хей (англ. David Hay; 29 января 1948, Пейсли, Ренфрушир, Шотландия) — шотландский футболист, тренер. Выступал на позиции центрального полузащитника.
Свою карьеру футболиста Дэвид провёл в шотландском «Селтике» и английском «Челси». В период с 1970 по 1978 год Хей защищал цвета национальной сборной Шотландии, сыграл в её составе 27 матчей. Участник чемпионата мира 1974 года, который проводился в ФРГ.
По окончании карьеры футболиста Дэвид стал тренером. Руководил такими командами, как шотландские «Мотеруэлл», «Селтик», «Сент-Миррен», «Ливингстон», «Данфермлин Атлетик» и норвежский «Лиллестрём».

## Карьера футболиста

### Клубная карьера

#### «Селтик»
Дэвид родился 29 января 1948 года в шотландском городе Пейсли области Ренфрушир. Образование получил в местной Академии Святого Мирина (англ. St Mirin's Academy). Выступая за футбольную команду этого учебного заведения, молодой игрок был замечен представителями глазговского «Селтика», которые предложили Дэвиду попробовать свои силы в Академии «кельтов». Хей ответил согласием на подобную перспективу и в марте 1966 года пополнил ряды молодёжного состава «бело-зелёных».
«Однокашниками» Дэвида по резервной команде «Селтика» были такие известные в будущем футболисты, как Кенни Далглиш, Лу Макари, Дэнни Макгрейн, Джордж Коннелли и другие. Подбор этого состава лично осуществлял главный тренер «кельтов» Джок Стейн, прекрасно понимавший важность поиска и воспитания молодых талантливых игроков. Именно этих футболистов специалист рассматривал в качестве смены стареющим «Лиссабонским львам» — команде, принесшей Шотландии Кубок европейских чемпионов сезона 1966/67.
Дебют Дэвида в первом составе «бело-зелёных» состоялся 6 марта 1968 года, когда глазговцы в поединке национального первенства выиграли у «Абердина» со счётом 4:1. Первоначально Стейн использовал Хея в качестве правого защитника. Однако позднее тренер, разглядев в молодом футболисте творческий потенциал и хорошее видение поля, перевёл его в центр полузащиты, где Дэвид и провёл всю карьеру, зарекомендовав себя, как один из самых лучших плеймейкеров Великобритании своего поколения.
Закрепиться в первом составе «Селтика» Хей сумел осенью 1969 года — он с самой лучшей стороны проявил себя в финальной встрече Кубка шотландской лиги сезона 1969/70, в котором «бело-зелёные» состязались с «Сент-Джонстоном». Ввиду дисквалификации основного левого защитника «кельтов» Томми Геммелла Джок Стейн предпринял рискованный шаг, поставив на эту позицию юного Хея. Дэвид не сплоховал, на высоком уровне проведя этот матч. «Селтик» благодаря единственному голу в исполнении вингера Берти Олда праздновал победу с минимальным счётом 1:0. Для Хея Кубок лиги стал первым полноценным трофеем, выигранным в составе глазговцев.
21 февраля 1970 года хавбек провёл свой первый гол на профессиональном уровне, отличившись в матче национального Кубка, коим было дерби «Old Firm» против заклятых соперников «кельтов» из «Рейнджерс». Хей послал снаряд в сетку неотразимым ударом с 25 метров в жёсткой борьбе с одним из лучших защитников Шотландии 60-х годов Джоном Грейгом. В том же футбольном году Дэвид с «бело-зелёными» дошёл до финала Кубка европейских чемпионов, где, однако, «Селтик» уступил нидерландскому «Фейеноорду». В следующем сезоне Хей прочно «застолбил» за собой место в основном составе глазговцев — во многом это было обусловлено способностью Дэвида сыграть практически на любой позиции на поле. Футболист своей уверенной игрой в центре обороны или полузащиты помог «кельтам» завоевать в 1971 году ещё два титула — «бело-зелёные» стали обладателями национального Кубка, где в решающем поединке по итогам двух матчей оказались сильнее «Рейнджерс», и стали победителями турнира чемпионата Шотландии. На европейской арене глазговцы также выступили неплохо — добравшись до четвертьфинала розыгрыша Кубка чемпионов, они были вынуждены капитулировать перед амстердамским «Аяксом», ведомым Йоханом Кройфом. Хей завоевал очередной титул чемпиона страны в футбольном году 1971/72. Но из-за травмы, полученной им в конце сезона, он был вынужден пропустить ряд важнейших для «Селтика» встреч — финал Кубка Шотландии против «Хиберниана» и полуфинальные поединки Кубка европейских чемпионов, в которых «бело-зелёные» лишь в серии послематчевых пенальти уступили итальянскому клубу «Интернационале». Следующий год принёс «кельтам» очередной, восьмой подряд, чемпионский титул. Наставник «Селтика» Джок Стейн в интервью по окончании сезона заявил, что «главными кузнецами столь замечательной победы клуба являются Дэвид Хей и Джимми Джонстон». В то же время шотландским универсалом начали всерьёз интересоваться английские команды. В декабре 1973 года Дэвид и его одноклубник Джордж Коннелли пошли на конфликт с руководством «Селтика» — причиной разногласий стала величина зарплат, которую футболисты получали в глазговском коллективе. После долгих переговоров, отказов игроков выходить на поле, стороны смогли прийти к перемирию, которое предполагало продолжение обсуждений в межсезонье. Летом 1974 года Хей отлично проявил себя в составе национальной сборной Шотландии на мировом первенстве. Сразу же после «мундиаля» Дэвид стал «лакомым куском» для английских грандов, которые предложили «Селтику» продать футболиста в свои команды. В частности, среди наиболее настойчивых клубов значились «Манчестер Юнайтед», «Тоттенхэм Хотспур» и «Челси». Самым расторопным оказался коллектив со «Стэмфорд Бридж», сумевший подписать Хея за 225 тысяч фунтов стерлингов.
Всего за семь сезонов в составе «Селтика» Дэвид провёл 230 игр, в которых 12 раз поражал ворота соперников.

#### «Челси»
17 августа 1974 года состоялся Хей дебютировал в официальном матче за лондонцев. Это был первый тур Первого дивизона сезоне 1974/75, соперником «синих» был клуб «Карлайл Юнайтед». С «Челси» Дэвид провёл не лучшие свои годы — команда показывала нестабильную игру, постоянно «барражируя» между высшим и первым дивизионами страны. В 1979 году ко всем проблемам добавились хроническая травма колена и проблемы со зрением, в частности катаракта, после чего он полностью ослеп на правый глаз. Тогда же Хей и рассказал о своём неважном здоровье: 
Когда я был ещё ребёнком мне попали в правый глаз игрушечной стрелой во время какой-то мальчишечьей игры. Долгое время после этого я посещал врачей, но стопроцентно восстановить зрение так и не смог. Естественно, подобная проблема могла поставить крест на моей карьере футболиста, поэтому во время своих выступлений в «Селтике» я никому об этом не рассказывал. Я был вынужден тайно носить контактные линзы во время игр и тренировок. Вскоре после своего переезда в Лондон в одном из матчей мне вторично травмировали правый глаз. На углублённом обследовании в клинике «Челси» врач поставил неутешительный диагноз — катаракта. Многочисленные операции не помогли — я полностью ослеп на правый глаз.
Из-за проблем со здоровьем 31-летний Дэвид был вынужден досрочно прекратить свою карьеру футболиста. Его последний матч на профессиональном уровне состоялся 14 октября 1978 года, соперником «Челси» был «Болтон Уондерерс».

#### Клубная статистика
| Клуб              | Сезон             | Чемпионат | Чемпионат | Кубок | Кубок | Кубок Лиги | Кубок Лиги | Еврокубки | Еврокубки | Итого | Итого |
| Клуб              | Сезон             | Игры      | Голы      | Игры  | Голы  | Игры       | Голы       | Игры      | Голы      | Игры  | Голы  |
| ----------------- | ----------------- | --------- | --------- | ----- | ----- | ---------- | ---------- | --------- | --------- | ----- | ----- |
| Селтик            | 1967/68           | 1         | 0         | —     | —     | —          | —          | —         | —         | 1     | 0     |
| Селтик            | 1968/69           | —         | —         | 1     | 0     | 1          | 0          | —         | —         | 2     | 0     |
| Селтик            | 1969/70           | 27        | 0         | 5     | 1     | 6          | 0          | 7         | 0         | 45    | 1     |
| Селтик            | 1970/71           | 28        | 1         | 8     | 0     | 11         | 1          | 5         | 0         | 52    | 2     |
| Селтик            | 1971/72           | 28        | 0         | 4     | 0     | 10         | 3          | 4         | 0         | 46    | 3     |
| Селтик            | 1972/73           | 21        | 3         | 6     | 0     | 8          | 0          | 2         | 0         | 37    | 3     |
| Селтик            | 1973/74           | 25        | 2         | 6     | 0     | 9          | 1          | 7         | 0         | 47    | 3     |
| Всего за «Селтик» | Всего за «Селтик» | 130       | 6         | 30    | 1     | 45         | 5          | 25        | 0         | 230   | 12    |
| Челси             | 1974/75           | 34        | 0         | 2     | 0     | —          | —          | —         | —         | 36    | 0     |
| Челси             | 1975/76           | 28        | 1         | 2     | 0     | 1          | 0          | —         | —         | 31    | 1     |
| Челси             | 1976/77           | 31        | 1         | 2     | 0     | 3          | 1          | —         | —         | 36    | 2     |
| Челси             | 1977/78           | 7         | 0         | —     | —     | —          | —          | —         | —         | 7     | 0     |
| Челси             | 1978/79           | 8         | 0         | —     | —     | 1          | 0          | —         | —         | 9     | 0     |
| Всего за «Челси»  | Всего за «Челси»  | 108       | 2         | 6     | 0     | 5          | 1          | 0         | 0         | 119   | 3     |
| Всего за карьеру  | Всего за карьеру  | 238       | 8         | 36    | 1     | 50         | 6          | 25        | 0         | 349   | 15    |

### Сборная Шотландии
Дебют Хея в национальной сборной Шотландии состоялся 18 апреля 1970 года, когда Дэвид отыграл полный матч в рамках Домашнего чемпионата Великобритании против Северной Ирландии. 17 октября 1973 года хавбек впервые вывел «тартановую армию» на международную встречу с капитанской повязкой, в тот день «горцам» противостояли чехословаки. В следующем году в составе сборной Хей отправился на чемпионат мира, проходивший в ФРГ. Шотландцы попали в сложную группу — на этом этапе их соперниками были команды Югославии, Бразилии и Заира. В первом туре «тартановая армия» победила сборной с африканского континента со счётом 2:0. С «селесао» «горцы» разошлись миром — 0:0, причём пара центральных полузащитников шотландцев Хей — Бремнер удостоилась от специалистов самых лестных оценок. Хавбеки «сковали» основных креативных футболистов бразильцев в лице Ривелино и Жаирзиньо, чем много помогли в защите собственных ворот. После этого матча известный шотландский игрок и тренер Томми Дохерти сравнил игру Хея с действиями «Молчаливого убийцы» (англ. The Quiet Assassin), в том смысле, что спокойствие и хладнокровие Дэвида раз за разом разрушало атаки южноамериканцев. В последней встрече группового турнира «тартановая армия» не смогла добиться важнейшей для неё победы над прямыми конкурентами из Югославии, уйдя от поражения лишь на последних минутах поединка. Тем самым, в итоговой таблице шотландская сборная уступила балканцам по разнице мячей и была вынуждена отправиться домой. Хей принял участие во всех трёх матчах своей команды на «мундиале». Как оказалось впоследствии, поединок против югославов оказался последним для Дэвида в составе «тартановой армии».
Всего за четыре года Хей провёл сборную Шотландии 27 матчей.

#### Матчи и голы за сборную Шотландии
| №  | Дата             | Место                                      | Оппонент          | Счёт | Голы Хея | Соревнование                                                    |
| 1  | 18 апреля 1970   | «Уиндзор Парк», Белфаст, Северная Ирландия | Северная Ирландия | 1:0  | —        | Домашний чемпионат Великобритании                               |
| 2  | 22 апреля 1970   | «Хэмпден Парк», Глазго, Шотландия          | Уэльс             | 0:0  | —        | Домашний чемпионат Великобритании                               |
| 3  | 25 апреля 1970   | «Хэмпден Парк», Глазго, Шотландия          | Англия            | 0:0  | —        | Домашний чемпионат Великобритании                               |
| 4  | 11 ноября 1970   | «Хэмпден Парк», Глазго, Шотландия          | Дания             | 1:0  | —        | Отборочный матч чемпионата Европы по футболу 1972               |
| 5  | 3 февраля 1971   | «Склессин», Льеж, Бельгия                  | Бельгия           | 0:3  | —        | Отборочный матч чемпионата Европы по футболу 1972               |
| 6  | 21 апреля 1971   | «Да Луж», Лиссабон, Португалия             | Португалия        | 0:2  | —        | Отборочный матч чемпионата Европы по футболу 1972               |
| 7  | 15 мая 1971      | «Ниниан Парк», Кардифф, Уэльс              | Уэльс             | 0:0  | —        | Домашний чемпионат Великобритании                               |
| 8  | 18 мая 1971      | «Хэмпден Парк», Глазго, Шотландия          | Северная Ирландия | 0:1  | —        | Домашний чемпионат Великобритании                               |
| 9  | 13 октября 1971  | «Хэмпден Парк», Глазго, Шотландия          | Португалия        | 2:1  | —        | Отборочный матч чемпионата Европы по футболу 1972               |
| 10 | 10 ноября 1971   | «Питтодри», Абердин, Шотландия             | Бельгия           | 1:0  | —        | Отборочный матч чемпионата Европы по футболу 1972               |
| 11 | 1 декабря 1971   | Олимпийский стадион, Амстердам, Нидерланды | Нидерланды        | 1:2  | —        | Товарищеский матч                                               |
| 12 | 12 мая 1973      | «Рейскорс Граунд», Рексем, Уэльс           | Уэльс             | 2:0  | —        | Домашний чемпионат Великобритании                               |
| 13 | 16 мая 1973      | «Хэмпден Парк», Глазго, Шотландия          | Северная Ирландия | 1:2  | —        | Домашний чемпионат Великобритании                               |
| 14 | 19 мая 1973      | «Уэмбли», Лондон, Англия                   | Англия            | 0:1  | —        | Домашний чемпионат Великобритании                               |
| 15 | 22 июня 1973     | «Ванкдорф», Берн, Швейцария                | Швейцария         | 0:1  | —        | Товарищеский матч                                               |
| 16 | 30 июня 1973     | «Хэмпден Парк», Глазго, Шотландия          | Бразилия          | 0:1  | —        | Товарищеский матч                                               |
| 17 | 26 сентября 1973 | «Хэмпден Парк», Глазго, Шотландия          | Чехословакия      | 2:1  | —        | Отборочный матч чемпионата мира по футболу 1974                 |
| 18 | 17 октября 1973  | «Слован CHZJD», Братислава, Чехословакия   | Чехословакия      | 0:1  | —        | Отборочный матч чемпионата мира по футболу 1974                 |
| 19 | 27 марта 1974    | «Вальдштадион», Франкфурт-на-Майне, ФРГ    | ФРГ               | 1:2  | —        | Товарищеский матч                                               |
| 20 | 11 мая 1974      | «Хэмпден Парк», Глазго, Шотландия          | Северная Ирландия | 0:1  | —        | Домашний чемпионат Великобритании                               |
| 21 | 14 мая 1974      | «Хэмпден Парк», Глазго, Шотландия          | Уэльс             | 2:0  | —        | Домашний чемпионат Великобритании                               |
| 22 | 18 мая 1974      | «Хэмпден Парк», Глазго, Шотландия          | Англия            | 2:0  | —        | Домашний чемпионат Великобритании                               |
| 23 | 1 июня 1974      | «Клокке», Брюгге, Бельгия                  | Бельгия           | 1:2  | —        | Товарищеский матч                                               |
| 24 | 6 июня 1974      | «Уллевол», Осло, Норвегия                  | Норвегия          | 2:1  | —        | Товарищеский матч                                               |
| 25 | 14 июня 1974     | «Вестфаленштадион», Дортмунд, ФРГ          | Заир              | 2:0  | —        | Чемпионат мира по футболу 1974 (финальные игры, групповой этап) |
| 26 | 18 июня 1974     | «Вальдштадион», Франкфурт-на-Майне, ФРГ    | Бразилия          | 0:0  | —        | Чемпионат мира по футболу 1974 (финальные игры, групповой этап) |
| 27 | 22 июня 1974     | «Вальдштадион», Франкфурт-на-Майне, ФРГ    | Югославия         | 1:1  | —        | Чемпионат мира по футболу 1974 (финальные игры, групповой этап) |

Итого: 27 матчей / 0 голов; 10 побед, 5 ничьих, 12 поражений.

#### Сводная статистика игр/голов за сборную
| Сборная          | Год              | Отборочные матчи ЧМ | Отборочные матчи ЧМ | Финальные матчи ЧМ | Финальные матчи ЧМ | Отборочные матчи ЧЕ | Отборочные матчи ЧЕ | Финальные матчи ЧЕ | Финальные матчи ЧЕ | Товарищеские матчи | Товарищеские матчи | Домашний чемпионат Великобритании | Домашний чемпионат Великобритании | Итого | Итого |
| Сборная          | Год              | Игры                | Голы                | Игры               | Голы               | Игры                | Голы                | Игры               | Голы               | Игры               | Голы               | Игры                              | Голы                              | Игры  | Голы  |
| ---------------- | ---------------- | ------------------- | ------------------- | ------------------ | ------------------ | ------------------- | ------------------- | ------------------ | ------------------ | ------------------ | ------------------ | --------------------------------- | --------------------------------- | ----- | ----- |
| Шотландия        | 1970             | —                   | —                   | —                  | —                  | 1                   | 0                   | —                  | —                  | —                  | —                  | 3                                 | 0                                 | 4     | 0     |
| Шотландия        | 1971             | —                   | —                   | —                  | —                  | 4                   | 0                   | —                  | —                  | 1                  | 0                  | 2                                 | 0                                 | 7     | 0     |
| Шотландия        | 1973             | 2                   | 0                   | —                  | —                  | —                   | —                   | —                  | —                  | 2                  | 0                  | 3                                 | 0                                 | 7     | 0     |
| Шотландия        | 1974             | —                   | —                   | 3                  | 0                  | —                   | —                   | —                  | —                  | 3                  | 0                  | 3                                 | 0                                 | 9     | 0     |
| Всего за карьеру | Всего за карьеру | 2                   | 0                   | 3                  | 0                  | 5                   | 0                   | 0                  | 0                  | 6                  | 0                  | 11                                | 0                                 | 27    | 0     |

### Достижения в качестве футболиста
«Селтик»
- Чемпион Шотландии (6): 1967/68, 1969/70, 1970/71, 1971/72, 1972/73, 1973/74
- Обладатель Кубка Шотландии (4): 1968/69, 1970/71, 1971/72, 1973/74
- Обладатель Кубка шотландской лиги (2): 1968/69, 1969/70
- Финалист Кубка европейских чемпионов: 1969/70
- Финалист Кубка Шотландии (2): 1969/70, 1972/73
- Финалист Кубка шотландской лиги (4): 1970/71, 1971/72, 1972/73, 1973/74

## Тренерская карьера
Закончив карьеру футболиста в 1980 году, Хей получил предложение от своего последнего «игрового» клуба, «Челси», попробовать себя на тренерской стезе — Дэвид подписал контракт тренера молодёжной команды «синих». В августе следующего года бывшему хавбеку национальной сборной Шотландии предоставился шанс попробовать свои управленческие качества на более серьёзном уровне — интерес к персоне специалиста на должность менеджера проявил «Мотеруэлл». Хей с готовностью принял подобный вызов. В первом же сезоне под руководством Дэвида «сталевары» добились отличного результата: они уверенно победили в турнире Первого дивизиона страны, завоевав право выступать в следующем футбольном году в элитной лиге Шотландии. Однако после такого успешного выступления грянул «гром среди ясного неба» — 31 мая 1982 года Хей объявил о своём уходе с поста наставника «Мотеруэлла». Позднее Дэвид объяснял данное решение, поступившим ему «фантастическим предложением из США». Но очень скоро шотландец был вынужден вернуться в Старый Свет из-за «несовпадения менталитетов европейцев и американцев». Конкретный клуб, в котором Хей пробыл это непродолжительное время, специалист предпочёл оставить в тайне.
Чуть менее года Дэвид оставался без дела. В мае 1983 года должность главного тренера родного Хею «Селтика» оставил легендарный капитан «кельтов» Билли Макнилл. Достаточно неожиданным стало назначение на этот пост малоопытного Дэвида в августе того же года — на этот момент ему было всего 35 лет. На пресс-конференции, посвящённой представлению Хея в новом качестве, он заявил, что готов уйти в отставку через год, если ему с «Селтиком» не удастся выиграть ни одного трофея. Сделать это было достаточно сложно: в то время в шотландском футболе господствовали клубы «New Firm» — «Абердин» и «Данди Юнайтед». Так и получилось — «кельты» во всех внутренних соревнованиях финишировали вторыми, завоевав «серебро» первенства страны и став финалистами национального Кубка и Кубка лиги. По итогам сезона руководство «бело-зелёных» решило продолжить сотрудничестве с Хеем. Второй сезон также не принёс «Селтику» титула чемпиона Шотландии — клуб вновь занял второе место. Но в Кубке страны «кельты» добились желаемого результата, переиграв в тяжелейшем финальном поединке «Данди Юнайтед» — 2:1. Подводя итоги сезона практически все эксперты сходились во мнении, что в чемпионате неудача «бело-зелёных» была обусловлена слабой игрой защитной линии, в противоположность атаке «Селтика», где такие футболисты, как Брайан Макклер, Мердо Маклауд, Алан Макиналли и Мо Джонстон, постоянно создавали угрозы воротам оппонентов. На европейской арене дела глазговцев шли ещё хуже — в сезоне 1983/84 они достигли стадии 1/8 финала Кубка УЕФА, где проиграли по сумме двух встреч английскому «Ноттингем Форест», а через год безвольно уступили во втором раунде Кубка обладателей кубков австрийскому клубу «Рапид». В межсезонье «Селтик» не смог укрепить свою оборону из-за недостатка финансирования. Именно в это время возникли первые разногласия между Хеем и президентом клуба Джеком Макгинном, обусловленные именно нехваткой денег для покупки новым футболистов. Тем не менее «бело-зелёные» удивили всех специалистов, в такой обстановке неожиданно став чемпионами страны. Развязка первенства Шотландии была очень драматичной. Перед последним туром турнирную таблицу возглавлял эдинбургский «Харт оф Мидлотиан», опережавший «Селтик» на два очка. Финальные игры принесли следующие результаты — «кельты» в гостях разгромили «Сент-Миррен» со счётом 5:0, а «сердца» проиграли середнякам из команды «Данди» — 0:2. В итоге клубы сравнялись по очковому показателю, но за счёт разницы мячей обладателем титула стал коллектив из Глазго. Но внутри «Селтика» всё более назревал конфликт между Хеем и Макгинном. Дэвид перед началом футбольного года демонстративно отказался от финансов на трансферы в знак протеста против нахождения на президентском посту Джека. В ответ Макгинн созвал пресс-конференцию, где заявил, что «Хей не получит больше денег, и если он всё же надумает кого-нибудь купить, то заплатит за футболиста из собственного кармана». Настрой в команде был подорван, и «кельты» провели сезон очень неровно, оставшись вновь без трофеев. Как позднее сообщил Хей в своей автобиографии, в начале мая 1987 года Джек Макгинн вызвал его к себе и предложил добровольно уйти в отставку. Тренер отказался, но 20 мая решением Совета директоров «Селтика» был освобождён со своего поста. Преемником Хея стал Билли Макнилл, уже бывший у руля «бело-зелёных» до Дэвида.
После «Селтика» тренер работал с такими клубами, как норвежский «Лиллестрём» и шотландские «Сент-Миррен», «Данфермлин Атлетик» и «Ливингстон». С этими коллективами он добился двух побед: в скандинавской команде он стал чемпионом страны сезона 1989 года, а с «ливи» выиграл национальный Кубок лиги 2003/04. Затем около двух лет работал в качестве главного скаута в родном «Селтике».

### Тренерская статистика
| Мотеруэлл          | Шотландия | 1 августа 1981  | 31 мая 1982 | 40  | 26  | 9   | 5   | 65,00 |
| Селтик             | Шотландия | 1 августа 1983  | 20 мая 1987 | 209 | 119 | 50  | 40  | 56,94 |
| Лиллестрём         | Норвегия  | 1989            | 1989        | н/д | н/д | н/д | н/д | н/д   |
| Сент-Миррен        | Шотландия | май 1991        | май 1992    | 55  | 7   | 17  | 31  | 12,73 |
| Ливингстон         | Шотландия | март 2000       | июль 2003   | 146 | 67  | 30  | 49  | 45,89 |
| Ливингстон         | Шотландия | 15 октября 2003 | 1 июня 2004 | 39  | 15  | 11  | 13  | 38,46 |
| Данфермлин Атлетик | Шотландия | 17 июня 2004    | 2 мая 2005  | 42  | 8   | 12  | 22  | 19,05 |
| Ливингстон         | Шотландия | апрель 2009     | май 2009    | 2   | 0   | 2   | 0   | 00,00 |
| Итого              | Итого     | Итого           | Итого       | 533 | 242 | 131 | 160 | 45,40 |

И — игры, В — выигрыши, Н — ничьи, П — поражения, % побед — процент побед 

### Достижения в качестве тренера
«Мотеруэлл»
- Победитель Первого дивизиона шотландской Футбольной лиги: 1981/82

«Селтик»
- Чемпион Шотландии: 1985/86
- Обладатель Кубка Шотландии: 1984/85
- Финалист Кубка Шотландии: 1983/84
- Финалист Кубка шотландской лиги (2): 1983/84, 1986/87

«Лиллестрём»
- Чемпион Норвегии: 1989

 «Ливингстон»
- Обладатель Кубка шотландской лиги: 2003/04

## Цитаты
Джон Грейг, бывший капитан и главный тренер «Рейнджерс»:
Наши противостояния с Хеем всегда походили на карточные игры с шулером. Бегаешь с ним наравне, борешься, а в конце матча он как-будто достаёт из рукава пару свежих ног, обыгрывает тебя и отдаёт решающий голевой пас.
Томми Бернс, бывший игрок и главный тренер «Селтика»:
У Хея много достоинств — он твёрдый, честный, сильный и прямой человек.